# Quinto Bertoloni
Quinto Bertoloni (Avenza, 10 marzo 1927 – Lido di Camaiore, 23 gennaio 2010) è stato un calciatore e allenatore di calcio italiano, di ruolo centrocampista.

## Carriera
Dopo gli inizi nel Castelfiorentino, esordì in Serie A il 24 ottobre 1948 con la maglia della Pro Patria, nella gara vinta contro il Livorno per 1-0.
Con la società lombarda giocò in totale 63 gare in Serie A nell'arco di tre stagioni, inframezzate dall'esperienza in prestito con la Salernitana in Serie B tra il 1950 ed il 1952, mettendosi in luce in particolare nell'annata 1952-1953, quando con 13 reti realizzate fu il capocannoniere dei tigrotti in campionato, non riuscendo tuttavia ad evitare l'ultimo posto finale ai bustocchi.
Nell'estate del 1953 passò al Torino, dove disputò 136 gare in massima divisione e 4 in Coppa Italia rimanendo fino al campionato 1958-1959, che iniziò da giocatore e proseguì subentrando a metà della stagione a Federico Allasio come allenatore per quattro partite, totalizzando altrettante sconfitte e l'esonero. A fine stagione la società piemontese conseguì la prima retrocessione in Serie B della sua storia.
In carriera ha totalizzato complessivamente 199 presenze e 34 reti in Serie A e 65 presenze e 12 reti in Serie B.
Successivamente guidò dalla panchina Pontedera (sostituì, nel dicembre 1959, l'esonerato Renato Calzolai), Carrarese, Massese, Montecatini, Pietrasanta, Pistoiese e per 4 stagioni il Viareggio.
È scomparso nel 2010 all'età di 83 anni.

## Palmarès

### Allenatore

#### Competizioni nazionali
- Serie D: 2

Carrarese: 1962-1963 (girone A)
Viareggio: 1967-1968 (girone E)